# Нейроиммунология
Нейроиммунология — область биомедицинских исследований, охватывающая взаимодействия иммунной и нервной систем. Нейроиммунологи изучают функционирование нейроиммунной системы в норме и при заболеваниях, в том числе при аутоиммунных расстройствах, гиперчувствительности, иммунной недостаточности, а также физические, химические и физиологические характеристики её компонентов.
Несмотря на обособленность центральной нервной системы, она подвержена активному воздействию иммунных факторов. Цитокины, хемокины, факторы роста регулируют работу мозга, запуская сложные сигнальные каскады. В частности, отмечена активация некоторых цитокинов при стрессе. Нейровоспалительные процессы могут играть роль в патогенезе болезни Альцгеймера, Паркинсона, рассеянного склероза, ВИЧ-ассоциированной деменции, в развитии депрессивных расстройств и других состояний.